# UCI-Straßenradsport-Kalender der Frauen 2011
Der UCI-Straßenradsport-Kalender der Frauen 2011 (Elite) umfasste internationale Radrennen zwischen Februar 2011 und November 2011. Die einzelnen Eintages- und Etappenrennen werden durch den Weltradsportverband UCI in verschiedene Kategorien eingestuft: olympische Wettbewerbe (JO), Weltmeisterschaften (CM), Kontinentalmeisterschaften (CC), Weltcuprennen (CDM), Eintagesrennen der Kategorien 1 und 2 (1.1 bzw. 1.2) sowie Etappenrennen der Kategorien 1 und 2 (2.1 bzw. 2.2). Bei den Rennen wurden Punkte für die Weltrangliste vergeben. In den UCI-Kategorien 1 und 2 können außer Fahrerinnen der Elite auch Juniorinnen des letzten Jahrgangs teilnehmen.

## Rennen

### Februar
| Datum             | Rennen                                | Kat. | Siegerin          |
| ----------------- | ------------------------------------- | ---- | ----------------- |
| 3. – 5. Februar   | Ladies Tour of Qatar                  | 2.1  | Ellen van Dijk    |
| 16. Februar       | Asienmeisterschaften Einzelzeitfahren | CC   | Chanpeng Nontasin |
| 18. Februar       | Asienmeisterschaften Straßenrennen    | CC   | Hsiao Mei-yu      |
| 24. – 28. Februar | Women’s Tour of New Zealand           | 2.2  | Judith Arndt      |
| 27. Februar       | Omloop Het Nieuwsblad                 | 1.2  | Emma Johansson    |

### März
| Datum    | Rennen                                   | Kat. | Siegerin       |
| -------- | ---------------------------------------- | ---- | -------------- |
| 6. März  | Omloop van het Hageland                  | 1.2  | Emma Johansson |
| 17. März | Ozeanische Zeitfahrmeisterschaft         | CC   | Shara Gillow   |
| 19. März | Ozeanische Straßenmeisterschaft          | CC   | Shara Gillow   |
| 20. März | Cholet-Pays de Loire Dames               | 1.2  | Emma Johansson |
| 20. März | Trofeo Costa Etrusca III                 | 1.2  | Shelley Olds   |
| 27. März | Trofeo Alfredo Binda-Comune di Cittiglio | CDM  | Emma Pooley    |

### April
| Datum              | Rennen                        | Kat. | Siegerin             |
| ------------------ | ----------------------------- | ---- | -------------------- |
| 3. April           | Flandern-Rundfahrt            | CDM  | Annemiek van Vleuten |
| 4. April           | Grand Prix de Dottignies      | 1.2  | Emma Johansson       |
| 7- 10. April       | Energiewacht Tour             | 2.2  | Adrie Visser         |
| 14. April          | Drentse 8 van Dwingeloo       | 1.1  | Marianne Vos         |
| 16. April          | Ronde van Drenthe             | CDM  | Marianne Vos         |
| 17. April          | Halle-Buizingen               | 1.2  | Martine Bras         |
| 17. April          | Ronde van Gelderland          | 1.2  | Ina-Yoko Teutenberg  |
| 20. April          | La Flèche Wallonne Féminine   | CDM  | Marianne Vos         |
| 23. April          | Circuit de Borsele            | 1.2  | Kirsten Wild         |
| 24. April          | Grand Prix de Roulers         | 1.2  | Amber Neben          |
| 25. April          | Gran Premio della Liberazione | 1.2  | Giorgia Bronzini     |
| 27. April – 1. Mai | Gracia Orlová                 | 2.2  | Tatjana Antoschina   |
| 30. April          | Grand Prix Elsy Jacobs        | 1.1  | Marianne Vos         |

### Mai
| Datum         | Rennen                                                      | Kat. | Siegerin            |
| ------------- | ----------------------------------------------------------- | ---- | ------------------- |
| 1. Mai        | Grand Prix Nicolas Frantz                                   | 1.1  | Marianne Vos        |
| 6. Mai        | Panamerikanische Zeitfahrmeisterschaft                      | CC   | Clara Hughes        |
| 7. Mai        | Bredene                                                     | 1.2  | Winanda Spoor       |
| 8. Mai        | Panamerikanische Straßenmeisterschaft                       | CC   | Clara Hughes        |
| 11. – 13. Mai | Tour of Chongming Island                                    | 2.1  | Ina-Yoko Teutenberg |
| 14. Mai       | Clásico Aniversario de la Federación Venezolana de Ciclismo | 1.2  | Angie González      |
| 15. Mai       | Copa Federación Venezolana de Ciclismo Corre por la Vida    | 1.2  | Angie González      |
| 15. Mai       | Tour of Chongming Island World Cup                          | CDM  | Ina-Yoko Teutenberg |
| 19. Mai       | Chrono Gatineau                                             | 1.1  | Clara Hughes        |
| 21. Mai       | Grand Prix cycliste de Gatineau                             | 1.1  | Giorgia Bronzini    |
| 22. Mai       | GP Comune di Cornaredo                                      | 1.2  | Rasa Leleivytė      |
| 28. Mai       | Dorpenomloop Aalburg                                        | 1.2  | Marianne Vos        |

### Juni
| Datum         | Rennen                                | Kat. | Siegerin          |
| ------------- | ------------------------------------- | ---- | ----------------- |
| 2. Juni       | Gooik                                 | 1.2  | Marianne Vos      |
| 5. Juni       | Liberty Classic                       | 1.1  | Giorgia Bronzini  |
| 5. Juni       | Therme kasseienomloop                 | 1.2  | Christine Majerus |
| 5. Juni       | GP Ciudad de Valladolid               | CDM  | Marianne Vos      |
| 7. Juni       | Durango–Durango Emakumeen Saria       | 1.2  | Marianne Vos      |
| 9. –12. Juni  | Iurreta-Emakumeen Bira                | 2.1  | Marianne Vos      |
| 16 – 18. Juni | Rabo Ster Zeeuwsche Eilanden          | 2.2  | Marianne Vos      |
| 17 – 19. Juni | Tour du Trentin International Féminin | 2.1  | Judith Arndt      |

### Juli
| Datum          | Rennen                                        | Kat. | Siegerin               |                    |
| -------------- | --------------------------------------------- | ---- | ---------------------- | ------------------ |
| 1. – 10. Juli  | Giro d’Italia Femminile                       | 2.1  | Marianne Vos           |                    |
| 7. –10. Juli   | Tour de Feminin – O cenu Českého Švýcarska    | 2.2  | Amanda Spratt          |                    |
| 14. Juli       | Europameisterschaften Zeitfahren U23          | CC   | Mélodie Lesueur        |                    |
| 14 – 17. Juli  | Tour de Bretagne Féminin                      | 2.2  | Alexandra Bourchenkova |                    |
| 16. Juli       | GP Cento Carnevale d'Europa                   | 1.2  | Monia Baccaille        |                    |
| 16. Juli       | Europameisterschaften Straßenrennen U23       | CC   | Larissa Pankowa        |                    |
| 17. Juli       | Dwars door de Westhoek                        | 1.2  | Grace Verbeke          |                    |
| 18. – 24. Juli | Internationale Thüringen-Rundfahrt der Frauen | 2.1  | Emma Johansson         |                    |
| 20. – 24. Juli | Tour Féminin en Limousin                      | 2.2  | Grete Treier           |                    |
| 29. Juli       | Open de Suède Vårgårda TTT                    | CDM  | HTC Highroad Women     | HTC Highroad Women |
| 31. Juli       | Sparkassen Giro                               | 1.1  | Adrie Visser           |                    |
| 31. Juli       | Open de Suède Vårgårda                        | CDM  | Annemiek van Vleuten   |                    |

### August
| Datum            | Rennen               | Kat. | Siegerin             |
| ---------------- | -------------------- | ---- | -------------------- |
| 6. August        | Erpe-Mere            | 1.2  | Chantal Blaak        |
| 20. – 24. August | Trophée d’Or Féminin | 2.2  | Tatjana Antoschina   |
| 27. August       | Grand Prix de Plouay | CDM  | Annemiek van Vleuten |

### September
| Datum              | Rennen                                                 | Kat. | Siegerin         |
| ------------------ | ------------------------------------------------------ | ---- | ---------------- |
| 4. September       | Memorial Davide Fardelli                               | 1.2  | Judith Arndt     |
| 5. – 10. September | Tour Cycliste Féminin International de l’Ardèche       | 2.2  | Emma Pooley      |
| 6. – 11. September | Profile Ladies Tour                                    | 2.1  | Marianne Vos     |
| 11. September      | Chrono Champenois – Trophée Européen                   | 1.1  | Judith Arndt     |
| 13-18. September   | Giro della Toscana Femminile – Memorial Michela Fanini | 2.1  | Megan Guarnier   |
| 17. September      | Finale Lotto Cycling Cup - Breendonk                   | 1.2  | Grace Verbeke    |
| 20. September      | Weltmeisterschaft Zeitfahren                           | CM   | Judith Arndt     |
| 24. September      | Weltmeisterschaft Straßenrennen                        | CM   | Giorgia Bronzini |

### Oktober
| Datum       | Rennen             | Kat. | Siegerin           |
| ----------- | ------------------ | ---- | ------------------ |
| 1. Oktober  | Golan I            | 1.2  | Ivana Borovichenko |
| 3. Oktober  | Golan II           | 1.2  | Ivana Borovichenko |
| 16. Oktober | Chrono des Nations | 1.1  | Amber Neben        |

### November
| Datum        | Rennen                                 | Kat. | Siegerin         |
| ------------ | -------------------------------------- | ---- | ---------------- |
| 11. November | Afrikameisterschaft – Einzelzeitfahren | CC   | Cherise Taylor   |
| 11. November | Afrikameisterschaft – Straßenrennen    | CC   | Ashleigh Moolman |

## Weltrangliste
(Stand der UCI-Weltrangliste nach Saisonabschluss)
| Platz | Fahrerin             | Punkte |
| ----- | -------------------- | ------ |
| 1.    | Marianne Vos         | 1735   |
| 2.    | Emma Johansson       | 1130   |
| 3.    | Judith Arndt         | 951    |
| 4.    | Ina-Yoko Teutenberg  | 791    |
| 5.    | Annemiek van Vleuten | 674    |
| 6.    | Giorgia Bronzini     | 523    |
| 7.    | Emma Pooley          | 514    |
| 8.    | Amber Neben          | 383    |
| 9.    | Elizabeth Armitstead | 365    |
| 10.   | Kirsten Wild         | 345    |

| Platz | UCI Women’s Teams        | Punkte |
| ----- | ------------------------ | ------ |
| 1     | Nederland Bloeit         | 2594   |
| 2     | HTC Highroad Women       | 2394   |
| 3     | Hitec Products-UCK       | 1302   |
| 4     | Garmin-Cervélo           | 1123   |
| 5     | AA Drink-leontien.nl     | 770    |
| 6     | SC MCipollini Giambenini | 741    |
| 7     | Colavita Forno d'Asolo   | 687    |
| 8     | Gauss                    | 676    |
| 9     | Lotto Honda Team         | 477    |
| 10    | Topsport Vlaanderen 2012 | 464    |

| Platz | Nation                 | Punkte |
| ----- | ---------------------- | ------ |
| 1     | Niederlande            | 3281   |
| 2     | Deutschland            | 2225   |
| 3     | Schweden               | 1369   |
| 4     | Vereinigtes Königreich | 1234   |
| 5     | Italien                | 1149   |
| 6     | Russland               | 926    |
| 7     | Vereinigte Staaten     | 866    |
| 8     | Belgien                | 714    |
| 9     | Australien             | 698    |
| 10    | Kanada                 | 559    |